# Бахрушинский приют
Бахру́шинский прию́т (Приют бра́тьев Бахру́шиных) — комплекс зданий, возведённый в  1898—1907 годах на средства промышленников Петра, Александра и Василия Бахрушиных для устройства детского сиротского приюта. После Октябрьской революции ансамбль перешёл в ведение приюта Коминтерна, с середины XX века часть комплекса занимала редакция издательства «Иностранная литература», позднее — «Мир». По состоянию на 2018-й бо́льшая часть комплекса пустует и постепенно разрушается, но домовая церковь Живоначальной Троицы действует.

## История

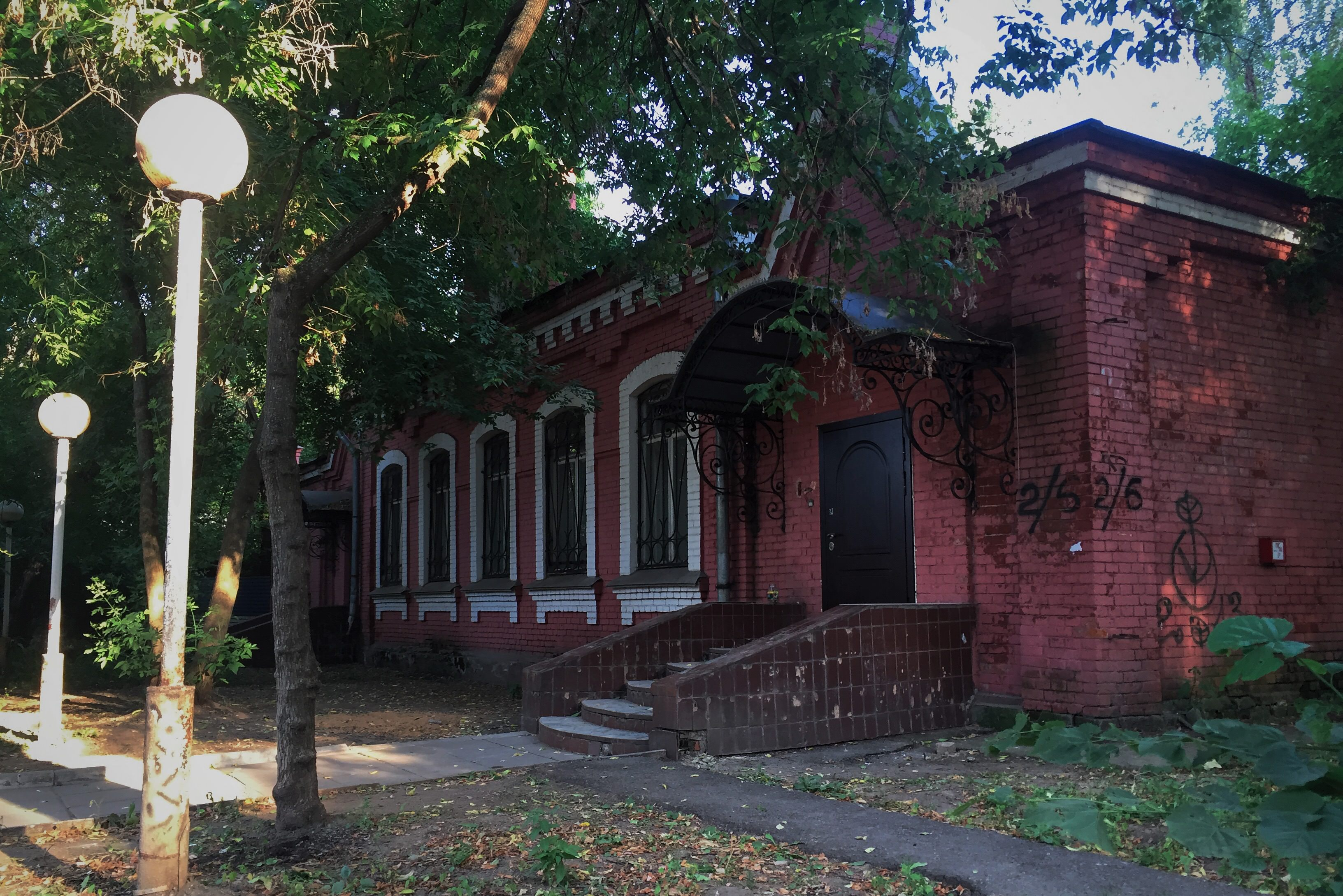
Бывший жилой корпус Бахрушинского приюта, 2016 год

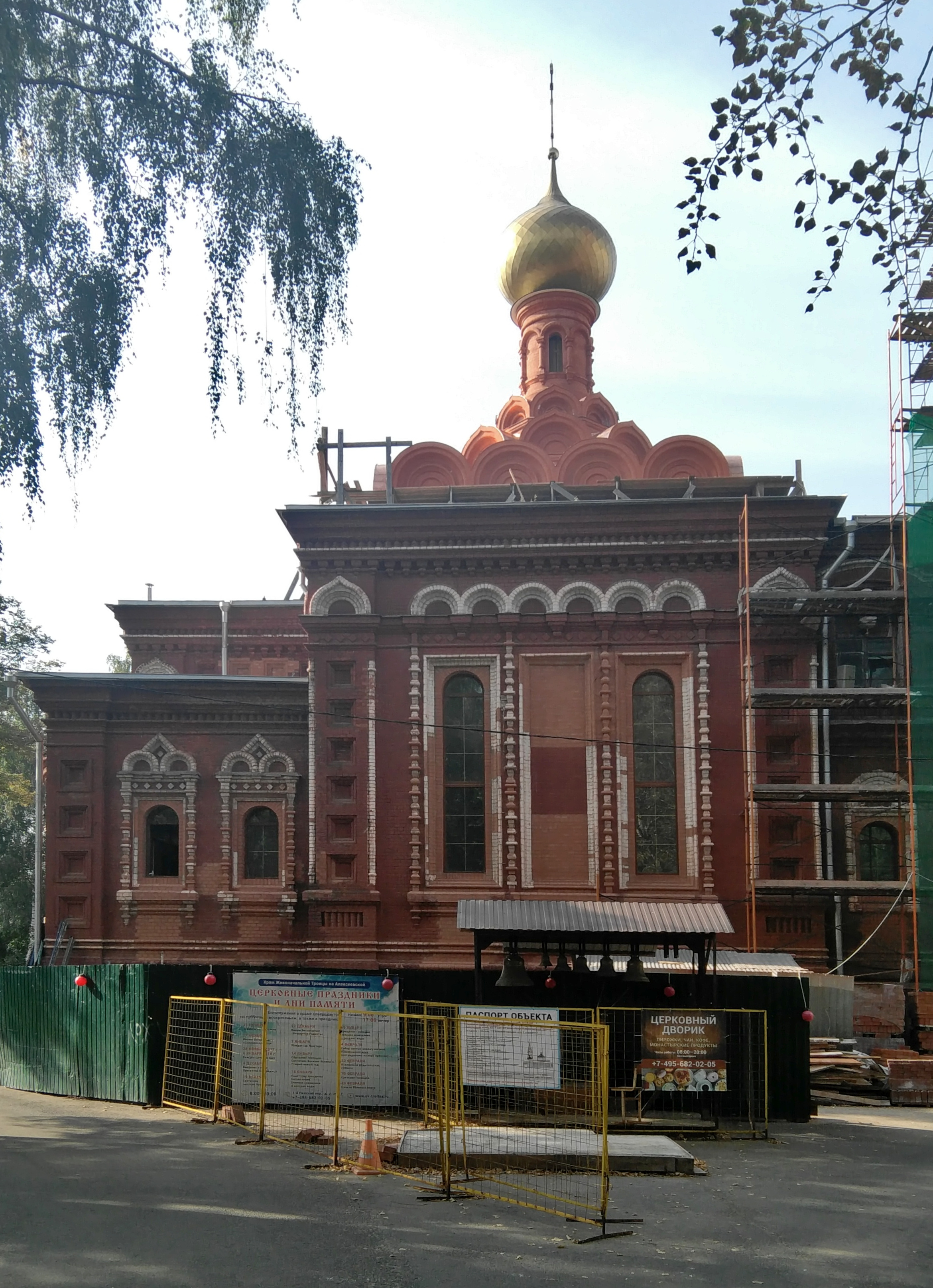
Домовой храм приюта, 2018 год

Сокольничью рощу, располагавшуюся напротив Камер-Коллежского вала, стали активно застраивать с середины  XIX века. Район на окраине города использовали для создания больниц и богаделен на частные пожертвования. Так, в  1887 году на его территории открыли лечебницу, возведённую архитектором Борисом Фрейденбергом на средства промышленников Петра, Александра и Василия Алексеевичей Бахрушиных. Когда в 1895-м меценаты обратились в Московское городское управление с просьбой предоставить территорию неподалёку под обустройство сиротского приюта, городские власти выделили участок размером 9 десятин за Ярославской дорогой.
Для устройства нового комплекса Бахрушины пожертвовали 600 тысяч рублей, 150 из которых пошли на строительство ансамбля жилых зданий и церкви. Остальную часть использовали как неприкосновенный капитал для содержания организации с банковских процентов. Устав богадельни «рассмотрел и Высочайше утвердить соизволил в  6 день марта 1898 года» император Николай II. Согласно документу, на воспитание в приют бесплатно принимали осиротевших мальчиков всех сословий. При этом пункты о возможном закрытии организации были вычеркнуты, так как предполагалось поддерживать её деятельность в «вечные времена». Председателем попечительского совета богадельни стал Владимир Бахрушин, которого позднее сменил его сын — Сергей Бахрушин.
Строительство началось в 1898 году под руководством архитектора Карла Гиппиуса, разработавшего комплекс из пяти отдельно стоящих жилых домов и административного здания с лазаретом, столовой и квартирами служащих. Изначально приют был рассчитан на 100 человек, но вскоре супруга Василия Бахрушина — Вера Фёдоровна, — выделила на строительство шестого жилого корпуса дополнительных 50 тысяч рублей. Дома воспитанников обустроили наподобие английских приютов семейного типа, каждый из них вмещал по 20—25 человек. Здания выполнили из красного кирпича, пожертвованного Мытищинским заводом, и декорировали наличниками и фигурными карнизами. Строительные работы завершились в 1901-м. Существуют также указания, что возведение проходило под общим надзором архитектора В. В. Лебедева.
Центром застройки стал храм Живоначальной Троицы в русском стиле, также возведённый Карлом Гиппиусом и освящённый 18 мая 1903 года митрополитом Московским Владимиром. Два придела храма освятили в честь тезоименных святых родителей меценатов: Алексея человека Божия и мучеников Адриана и Натальи. Чтобы подчеркнуть композиционную значимость церкви, её окружили более низкой застройкой.
С момента открытия приюта в 1901 году и до 1917 года его бессменным директором был Николай Васильевич Несмеянов, отец академика А. Н. Несмеянова. Приют принимал на содержание детей с четырёх лет до совершеннолетия и «выхода в люди». Обучение состояло из  двух этапов: младшие воспитанники изучали общие школьные предметы, подростки с тринадцати лет —  ремёсла, в частности лозоплетение, переплётное дело, художественную ковку и другие. Для этих целей при организации в  1907 году возвели дополнительный учебный корпус с электромеханическими, художественными, слесарными мастерскими и кузницами. Его строительством руководил архитектор Николай Благовещенский. По завершении работ весь комплекс был передан в дар Московскому городскому самоуправлению. В 1912-м Бахрушинский приют посетила великая княжна Елизавета Фёдоровна с целью перенять опыт социального устройства реабилитационных центров.
Александр Бахрушин скончался в 1916 году, завещав на развитие благотворительной организации 400 тысяч рублей. После Октябрьской революции строения в окрестностях Ярославской дороги занял приют имени Коминтерна. Домовую церковь ликвидировали, с её здания сняли кресты и главы, демонтировали крыльцо в русском стиле, а помещения переустроили и заново оштукатурили. Некоторое время в приюте проживали дети-эмигранты из Испании. В послевоенные годы часть ансамбля заняло издательство «Иностранная литература», позднее — издательский дом «Мир». В помещениях бывшей церкви обустроили кинозал и служебные кабинеты. Некоторые исследователи ссылаются на легенду, по которой в одном из них долгое время работал политик Владимир Жириновский, будучи юрисконсультом издательства.

## Современность
В 1999 году бывший домовой храм приюта был передан Русской православной церкви, и позднее в помещениях провели раскрытие уцелевшей росписи. Так, в 2003-м обнаружили лик Спаса Эммануила, предположительно кисти Виктора Васнецова. Кроме того, из городского бюджета на ремонт храма выделили около 9 миллионов рублей, которых хватило на подновление стропильной системы и устройство временной железной кровли. Оставшуюся часть архитектурно-археологических работ на территории проводили за счёт частных пожертвований. По свидетельству настоятеля протоиерея Сергия (Чуева), в этот период окружающие церковь полуразрушенные постройки не использовались и их занимали бездомные. В дальнейшем корпуса бывшего приюта периодически арендовали под автосервис и магазины.
Летом 2012 года в здании бывших мастерских случился пожар. Руководство церкви и общественные деятели неоднократно выступали с предложениями о восстановлении приюта, устройстве кадетского корпуса или реабилитационного центра. Протоиерей Сергий высказывал предположение, что собственник целенаправленно не проводит реконструкцию, чтобы объект культурного наследия разрушился от времени. В декабре 2018-го истёк срок, установленный Мосгорнаследием для начала реставрационных работ. В дальнейшем церковное руководство планировало ходатайствовать о передаче всех построек ансамбля в ведение общины.